# Panzergruppe Kleist (Alemanha)
Panzergruppe Kleist foi formado em 5 de Março de 1940 a partir do XXII Corpo de Exército (mot). A unidade foi revertida para a designação XXII Corpo de Exército (mot) em 12 de Julho de 1940.

## Comandantes
- Generalfeldmarschall Ewald von Kleist (5 Março 1940 - 12 Julho 1940)

## Chief of Staff
- Oberst Kurt Zeitzler (5 Março 1940 - 12 Julho 1940)

## Oficiais de Operações
- Oberstleutnant Ernst-Anton von Krosigk   (5 Março 1940 - 12 Julho 1940)

## Área de Operações
- França (Maio 1940 - Julho 1940)

## Ordem de Batalha

### 8 de Junho de 1940
- XIV Corpo de Exército
- 9ª Divisão Panzer
- 10ª Divisão Panzer
- 9ª Divisão de Infantaria
- 13ª Divisão de Infantaria (mot.)
- Regimento de Infantaria “Großdeutschland”
- XVI Corpo de Exército
- 3ª Divisão Panzer
- 33ª Divisão de Infantaria
- 4ª Divisão Panzer
- 4ª Divisão de Infantaria
- SS-V. Division
- Leibstandarte SS Adolf Hitler

## Ligações Externas
- Feldgrau
- Axis History
- Lexikon der Wehrmacht